# Badia Masabni
Badia Masabni, född 1 februari 1892, död 23 juli 1974, var en egyptisk magdansös, sångerska, skådespelerska och nattklubbsägare. 
Badia Masabni har kallats för upphovsmakaren till modern magdans genom att förena den traditionella ghawazins danskonst med den då moderna Hollywoodstilen, som hon hade lärt känna sedan hon bott en tid i USA. Hon grundade under 1920-talet en kedja av nattklubbar i Egypten och gjorde egyptisk magdans populär för en västerländsk publik genom egyptisk filmkonst. Flera dansare som sedan blev berömda undervisades i hennes nattklubbar, så som Samia Gamal och Taheyya Kariokka.